# Jochen Arp
Jochen Arp (* 5. November 1944; † 27. Juni 2023) war ein deutscher Jazzmusiker (Alt-, Bariton- und Tenorsaxophon, auch Flöte, Arrangement) und Bigbandleiter, der in der Hamburger Musikszene aktiv war.

## Musikalische Laufbahn
Arp tourte in den 1970er Jahren deutschlandweit mit dem Quintett Bob Cats (Album Still Alive (1979), mit Klaus Berger, Roland Bankel, Sten Linneberg und Arno Engelhard) In Bigband-Besetzung entstand 1979 mit dem Bandprojekt Arpi Schock das Album A Child Is Born, mit Arps Arrangements von Standards wie „Basin Street Blues“, „Mercy, Mercy, Mercy“ oder Nat Adderleys „Jive Samba“; 1983 nahm er in Eigenproduktion das Album Rhythmus-Arp-Ensemble mit eigenen Kompositionen auf. Daneben betätigte er sich auch als Autor für Jazz Podium (Stan Getz im Onkel Pö in Hamburg, 1976).
Bis 1987 leitete Arp die von ihm 1986 gegründete Bigband der Hamburger Universität (heute Skyliner Jazz-Bigband). Er war danach musikalischer Leiter des LandesJugendJazzOrchester Hamburg, bis ihn 1997 der Pianist und Arrangeur Nils Gessinger ablöste.  Zu seinen Schülern gehören u. a. Peter Weniger und Dirk Klawitter.
Als Arrangeur arbeitete er u. a. mit dem NDR Dance Orchestra (unter Leitung von Dieter Glawischnig, 1982) und der Rockband Die Ärzte (Rock ’n’ Roll Realschule, 2002). Bis 2020 leitete er die Criss Cross Big Band, für die er auch arrangierte. Ferner spielt er in lokalen Jazzbands wie Hanse Swingers und als Begleiter der Cellistin Gesa Riedel.
Seit Ende der 1970er Jahre leitete Jochen Arp die Criss Cross Bigband aus Hamburg. Er hat für diese Bigband den überwiegenden Teil der Stücke selbst arrangiert.